# Освалдо Санчез
Освалдо Хавијер Санчез Ибара (шп. Oswaldo Javier Sánchez Ibarra; Гвадалахара, 21. септембар 1973) бивши је мексички фудбалер који је играо на позицији голмана. Сматра се једним од најбољих мексичких фудбалских голмана. Налазио се на насловној страни америчке верзије видео-игре FIFA Football 2005.
Читаву каријеру је провео у мексичким клубовима: Атласу, Клубу Америка, Гвадалахари и Сантос лагуни.
За репрезентацију Мексика одиграо је 99 утакмица. Наступао је на три Светска првенства, три КОНКАКАФ златна купа, три Копа Америке и Летњим олимпијским играма 1996.

## Успеси

### Клупски
Гвадалахара
- Прва лига Мексика: 2006.

Сантос лагуна
- Прва лига Мексика: 2008, 2012.
- Куп Мексика: 2014.

### Репрезентативни
- КОНКАКАФ златни куп: 1996, 2003.